# کیانوش دالوند
کیانوش دالوند متولد خرم آباد کارگردان انیمیشن و فیلم‌نامه‌نویس انیمیشن اهل ایران است. وی فعالیت هنری خود را در زمینه انیمیشن سازی از سال ۷۶ در شهرستان بروجرد آغاز نمود.

## کارگردان
- شنگول منگول
- رستم و سهراب (انیمیشن)
- ناسور
- روزی که حسنی مرد شد

## نویسنده
- شنگول منگول
- ناسور
- روزی که حسنی مرد شد
- رستم و سهراب (انیمیشن)

## تدوین
- روزی که حسنی مرد شد